# 千葉商科大學
千葉商科大學（日语：／ Chiba shōka daigaku）是一所位於日本千葉縣的私立大學。常簡稱為千葉商大或CUC。

## 历史
- 1928年，文學博士遠藤隆吉（日语：遠藤隆吉）在巢鴨學園體系下創立舊制的巢鴨商業學校。
- 1930年，獲文部省指定為大學預科。
- 1944年，更名巢鴨經濟專門學校。
- 1946年，由於原校舍毀於戰爭，遷校至千葉縣市川市國府台。
- 1950年，伴隨學制改革升格為新制大學，定名千葉商科大學，設商學部商學科。
- 1951年，財團法人巢鴨學園重組，該校改由學校法人千葉學園管理；開設短期大學部。
- 1977年，設立商學研究科碩士課程。
- 1984年，附屬圖書館竣工。
- 2000年，設立政策研究科博士課程。
- 2005年，開設會計大學院（日语：会計大学院）。

## 組織

### 學部
商經學部
- 商學科
- 經濟學科
- 經營學科

政策情報學部
- 政策情報學科

服務創造學
- 服務創造學科

人間社會學部
- 人間社會學科

國際教養學部
- 國際教養學科

### 大學院
- 政策研究科（博士課程）
- 商學研究科（碩士課程）
- 經濟學研究科（碩士課程）
- 政策情報學研究科（碩士課程）
- 會計財務研究科（會計大學院（日语：会計大学院））

### 附屬機關
- 附屬圖書館
- 經濟研究所
- 會計教育研究所

## 對外關係

### 國內
千葉商科大學是「千葉縣私立大學短期大學協會」的成員之一，與同位於縣內的26所私立大學、9所短期大學設有學分互換協定。
該校參加學校法人大原學園舉辦的「全國大學對抗簿記大會」，於2016春季團體戰及個人戰皆獲優勝。

### 海外
千葉商科大學與下列海外學校有合作關係：
| - 澳洲南十字星大學 - 雪梨大學 加拿大 - 溫哥華島大學 中国 - 華東師範大學 - 上海立信會計學院 - 河北工業大學 - 西南財經大學 法國 - 阿爾圖瓦大學 英国 - 高地與群島大學 德国 - 羅森海姆應用科學大學 印度尼西亞 - 北蘇門答臘大學 印度 - SPSU | 以色列 - COMAS - 漢陽大學 - 全南大學 新西兰 - 懷卡托大學 俄羅斯 - 莫斯科國立大學 臺灣 - 國立臺北商業大學 - 東吳大學 - 國立中正大學 美国 - 夏威夷大學 - 沃西本恩大學 - 內布拉斯加大學奧馬哈分校 - 西伊利諾大學 越南 - 河內國家大學 - FPT大學 |

## 交通資訊
鐵路：於總武本線市川車站、京成本線國府台車站、北總線矢切車站等站下車；步行約10至20分鐘。
公車：搭乘京成巴士，於和洋女子大前下車。

## 外部連結
- （日語）千葉商科大學（页面存档备份，存于）